# Васалопет
Васалопет (на шведски: Vasaloppet, „Пътят на Васа“) е ски-маратон в Швеция, повтарящ историческия път на Густав Васа от Селен до Мура.
Той е най-големият и най-дълъг международен ски-маратон по пресечена местност и се организира от 1922 г.

## Предистория
Маратонът се организира в чест на истинско събитие от историята на Даларна – пътуването на Густав Васа непоcредствено преди да започне въстанието срещу Дания и Калмарската уния.
През 1520 г. Густав Васа се бори за отделяне на Швеция от Калмарската уния, защото датският крал Кристиан II води много войни на юг и това натоварва шведския народ с данъци. След бягството си от затвора и неуспеха да разбунтува селяните в Смоланд и Йостерйотланд той отива в Даларна да търси подкрепа от известните със своето свободолюбие даларнци. Крие се около 1 мес. на различни места в Даларна, след като неговите баща и брат са убити в т. нар. Стокхолмска кървава баня.
През януари 1521 г. Васа застава пред църквата в Мура и отправя призив за въоръжена борба. Жителите на града не приемат веднага призива и предпочитат първо да го обмислят. Принцът е принуден да бяга, преследван от датски войници. Когато новините за кървавата разправа достигат до Даларна, жителите съжаляват, че не са подкрепили веднага Густав Васа. Те пращат двамата си най-добри скиори – Ларш (Lars) и Енгелбрект (Engelbrekt), да го настигнат.
Двамата скиори намират Густав в Селен и го убеждават да се върне. В Мура представителите от всички енории го избират за водач и това дава начало на войната, за да свърши две години и половина по-късно в Стренгнес, където Густав Васа е коронясан за крал на Швеция.

## История
На 10 февруари 1922 Андерш Перш (Anders Pers), редактор на вестник „Вестманландски областен ежедневник“ (Vestmanlands Läns Tidning), публикува статия, в която предлага пътуването на Густав Васа от Селен до Мура да се почете чрез повтаряне на пробега. На следващия ден статията е препечатана от националния вестник „Дневни новини“ (Dagens Nyheter), подкрепящ идеята за такова тежко ски бягане в памет на краля.
В рамките на няколкоседмични обсъждания по страниците на вестниците са изказани съмнения дали ще се съберат достатъчно участници и финансова подкрепа. Някои дарители са притеснени от толкова кратко предизвестие. На 5 март 1922 г. ръководството на спортния клуб Мура (IFK Mora) се събира да реши дали да организира състезанието. Ковчежникът Карл Ериксон обявява, че вестник „Дневни новини“ дарява 1000 шведски крони, а други дарители са осигурили две ценни първи награди. Деветте члена на съвета единдушно приемат, че състезанието може да бъде проведено и то е насрочено за 19 март, неделя.